# Act♡eve
act♡eve（アクティブ）は、日本の女性アイドルグループ。新宿駅野外ミュージックフェスのオーディションにて、新宿初のアイドルグループとして結成。メンバー脱退を経て現3人体制となる。

## 概要
メンバーは、君原 愛海（きみはら あいみ）、咲坂 柚衣（さきさか ゆい）、逢瀬 ちあき（おうせ ちあき）、のアイドルユニット3人組。
女の子の妄想代弁者として普段女の子がイメージしている妄想シチュエーションを曲やメディアにて発信している。
全メンバーにそれぞれの妄想ジャンルがあり、公表されている情報は飽くまで妄想である。
新宿に貢献して行くアイドルという事で、新宿駅の清掃や新宿の店舗、商業施設等を紹介して行く活動をしていた。

## 音楽性・ライブ
歌詞の全てが女子の妄想をテーマとしており、楽曲は閃-hirameki-のGu.Hiz、Key.MANABUが制作している。
基本的にメインボーカルやセンター等は設けておらず、歌詞のシチュエーションに合わせたメンバーで分担されている。
楽曲のほとんどが明るい曲調及び早いテンポになっており、個性的なダンスやライブ中に何をやって来るかわからない面白さも特徴。
会場では振り付けが出来ていないファンに「デコピン」や「ビンタ」をする事でも注目を集めている。

## メンバー
| 氏名                          | 生年月日 | 出身地         | 愛称       | 担当カラー | 妄想ジャンル | 備考               |
| ----------------------------- | -------- | -------------- | ---------- | ---------- | --- | ------------------ |
| 君原 愛海 （きみはら あいみ） | 7月17日  | いちごの国     | あいみぃ   | レッド     | いちごの国出身の見習い魔法使い。主食はいちご。目の前の物をいちごに変える魔法を習得中。                                       | 太陽担当・リーダー |
| 咲坂 柚衣 （さきさか ゆい）   | 9月15日  | 木星           | ゆーふぉー | グリーン   | たまたまネットで見た日本のアニメにハマり木星から移住。木星に日本アニメ文化を作る為、気に入った物はこっそり木星に送っている。 | オタク担当         |
| 逢瀬 ちあき （おうせ ちあき） | 8月8日   | ぬいぐるみの国 | ちありぃ   | ピンク     | 人間全てぬいぐるみになればいいとぬいぐるみ王国「ちありぃランド」を建設予定                                                   | ふわふわ担当       |

## 旧メンバー
| 氏名                        | 生年月日 | 出身地           | 愛称   | 担当カラー | 妄想ジャンル                                     |
| --------------------------- | -------- | ---------------- | ------ | ---------- | ------------------------------------------------ |
| 青山 未希 （あおやま みき） | 10月31日 | ヴァンパイヤ帝国 | みき様 | パープル   | イケメンを全て自分の虜にする為毎夜血を吸う吸血鬼 |
| 桜葉 葵 （さくらば あおい） | 4月1日   | 千葉県           | あおい | イエロー   | 現実を見る妹。落ち着きのない姉達をまとめる役     |

## 略歴

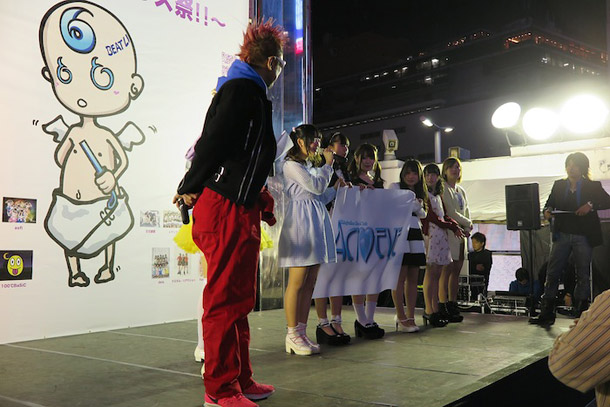
新宿ステーションスクエアでact♡eve結成の写真

2015年3月21日、新宿駅東口で毎年行われている野外ミュージックフェス「BEAT LINE SPRING 2015'」にて、初のアイドルを夢見る女の子の夢を叶える企画「新宿初のアイドルグループ結成オーディション」が企画され、10人に絞られたメンバーの中で当日6人が野外ステージに上がった。オーディションの内容は1stSINGLEで発売されることになる「蜘蛛男と恋心」のワンフレーズを歌い、そのパフォーマンスを投票させる内容だった。
インターネットと3000人にも及ぶ観覧者の投票により1位に咲坂柚衣、2位に君原愛海、3位に青山未希、4位に逢瀬ちあき、5位に桜葉葵という結果だった。6位の季成優は研究生となったが桜葉葵と共にデビューライブの前に脱退となる。2015年7月29日のファンの集いにて青山未希が体調不良にて脱退。以降三人での活動となる。

無料登録をするとメンバーから寝起きやパジャマ写真付きのモーニングメールが届き、物販購入及びライブ会場へ足を運んでくれたファンにポイント（てぃぶ）が溜まるシステムになっている。会員数を1000人にするというメンバーの目標に対して、700人達成で衣装製作と1stCDリリースという公約を設けた。チラシ配り、友達紹介キャンペーンを経て2015年6月17日に700人達成。CDデビューを発表となる。この友達キャンペーンで貢献した咲坂 柚衣はソロ曲を与えられ、ソロ活動が約束される。
2016年1月26日、卒業公演～Graduation～を開催

## 作品

### シングル
|   | タイトル                       | リリース日    | 順位 | 品番     | 販売形態 | 備考               |
| - | ------------------------------ | ------------- | ---- | -------- | -------- | ------------------ |
| 1 | 蜘蛛男と恋心/Berry Magic World | 2015年9月30日 | -    | MLRC-001 | CD       | 会場・通販限定販売 |

## 番組
- FM-FUJI GIRLS GIRLS GIRLS「ACT♡EVEの夜な夜な♡妄想ラヂオ」（2015年4月-）女の子の妄想を代弁する萌えシチュエーションを赤裸々にトークしている。コーナーでは心理テストのコーナーや怖い話しのコーナー等、メンバーの特色を使った内容が用いられている。

## 出演
- テレビ神奈川POP PARADE 毎週木曜日　24：00〜（2015年7月23日）
- 見せすぎアイドルチャンネルKawaiianTV（2015年7月24日）[2]
- きみだけ★LIVE（2015年8月11日）
- アルタビジョン音楽番組 BEAT LINE TV. ニコ生放送（2015年8月26日）

### イメージキャラクター
- 咲坂 柚衣　DAM★ともマスコットキャラクターとして、全国のビッグエコー店頭ナレーションやイベントMC等担当[3]

### メンバー公式Twitter
- 咲坂柚衣twitter
- 逢瀬ちあきtwitter
- 君原愛海twitter

### メンバーブログ
- 咲坂柚衣オフィシャルブログ
- 逢瀬ちあきオフィシャルブログ
- 君原愛海オフィシャルブログ